# 자동차 분류
자동차 분류는 다소 주관적인 주제이다. 자동차는 일반적으로 크기와 용도, 외형, 엔진, 배기량, 연료 등등으로 분류한다.

## 마이크로 자동차

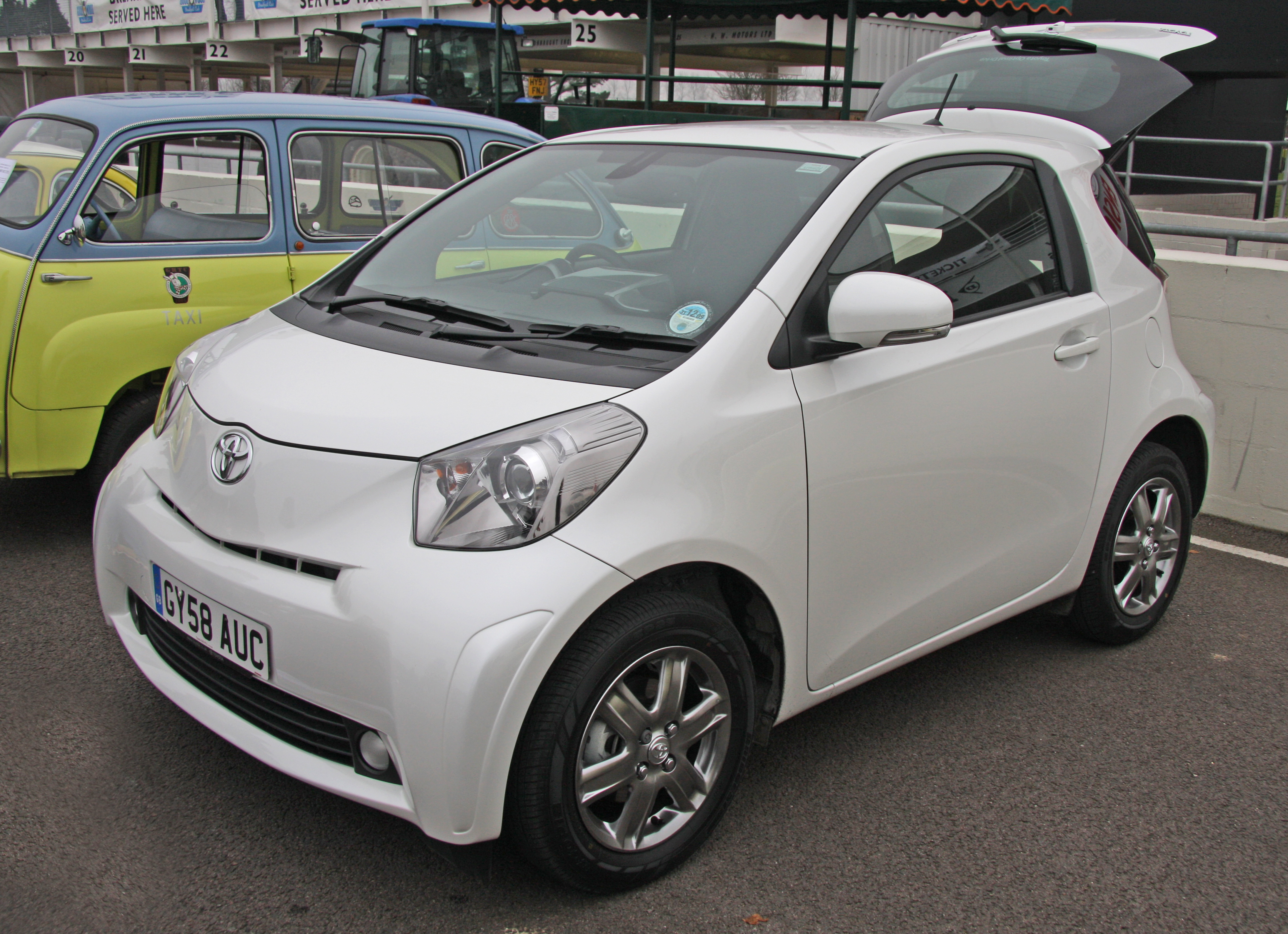
토요타 iQ

자동차와 모터사이클의 경계선에 있는 유형이다. 마이크로 자동차는 수백씨씨의 작은 엔진이 장착된 이인승 자동차 유형으로 전통적인 자동차는 아니다. 바퀴가 3개인 경우도 많다. 제2차 세계 대전 후 유럽에서 인기를 끌었고, 당시에 버블카라고도 불리었다.
대표적인 마이크로 자동차로는 다음과 같은 모델들이 있다.
- 이세타(Isetta)
- CLEVER
- 메서슈미트 마이크로카(Messerschmitt microcar)
- 필 P50(Peel P50)

## 해치백
해치백은 뒤까지 이어져 있는 지붕을 갖춘 자동차의 외형이며, 뒤에는 위로 젖혀 여는 해치라고도 불리는 테일게이트가 있다. 대한민국에서는 쉐보레 스파크와 같은 외형을 가진 자동차가 해치백의 예이다.

### 도시형 자동차/경차

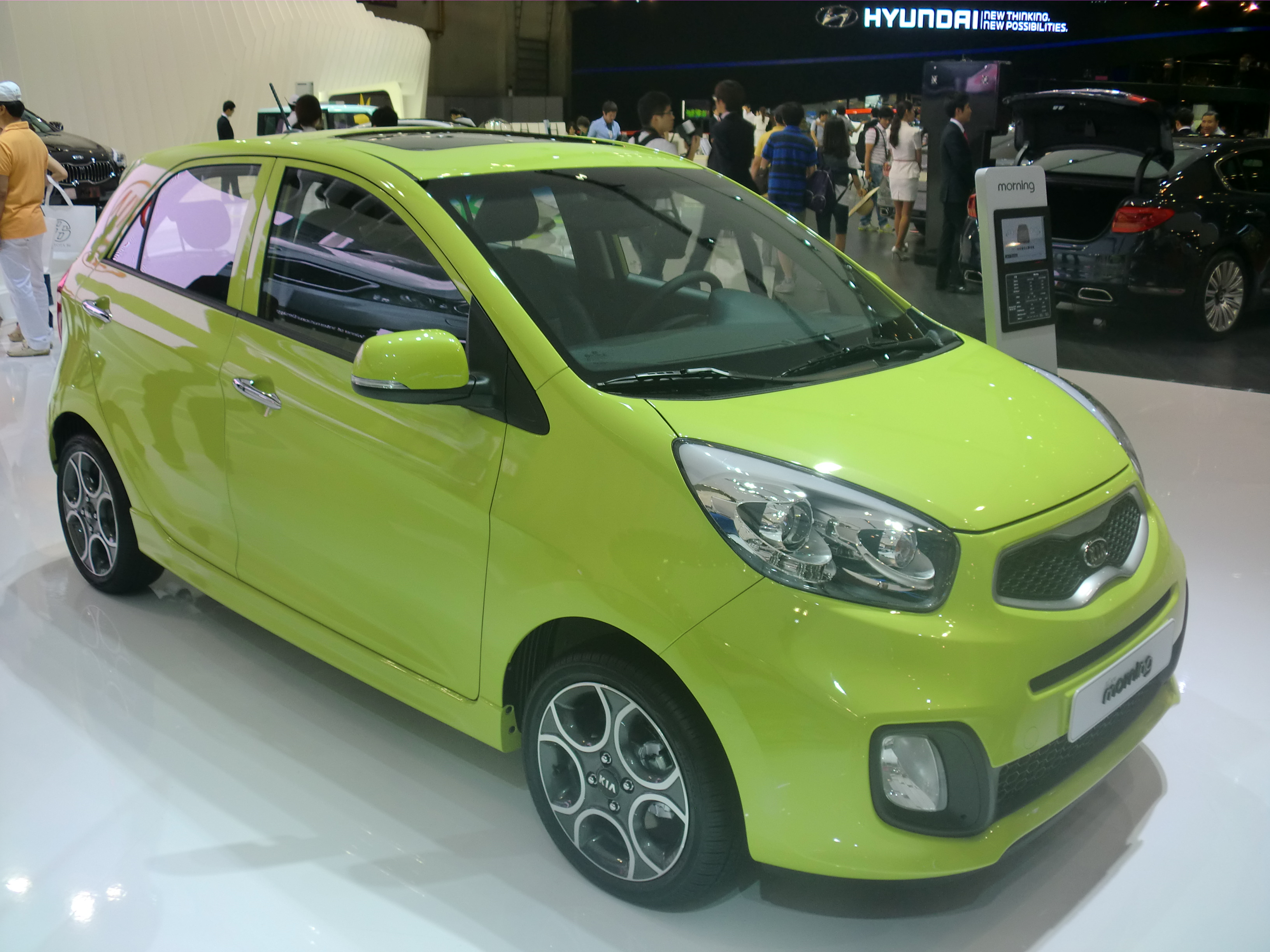
기아 모닝

도시형 자동차는 도심 지역에서 사용될 목적으로 개발된 자동차를 말한다. 도시형 자동차를 대한민국에서는 전장이 3.5미터, 전폭이 1.6미터, 배기량이 1000cc 이하인 자동차를 경차라고 부른다. 경차는 가격이 싸서 유지비도 적게 드는 등 받을 수 있는 혜택이 많다. 대표적인 경차로는 다음과 같다.
- 기아 모닝(Kia Morning)
- 쉐보레 스파크(Chevrolet Spark)
- 스마트 포투(Smart Fortwo) - 유럽 시티카

### 슈퍼미니 자동차/서브컴팩트 자동차/소형차

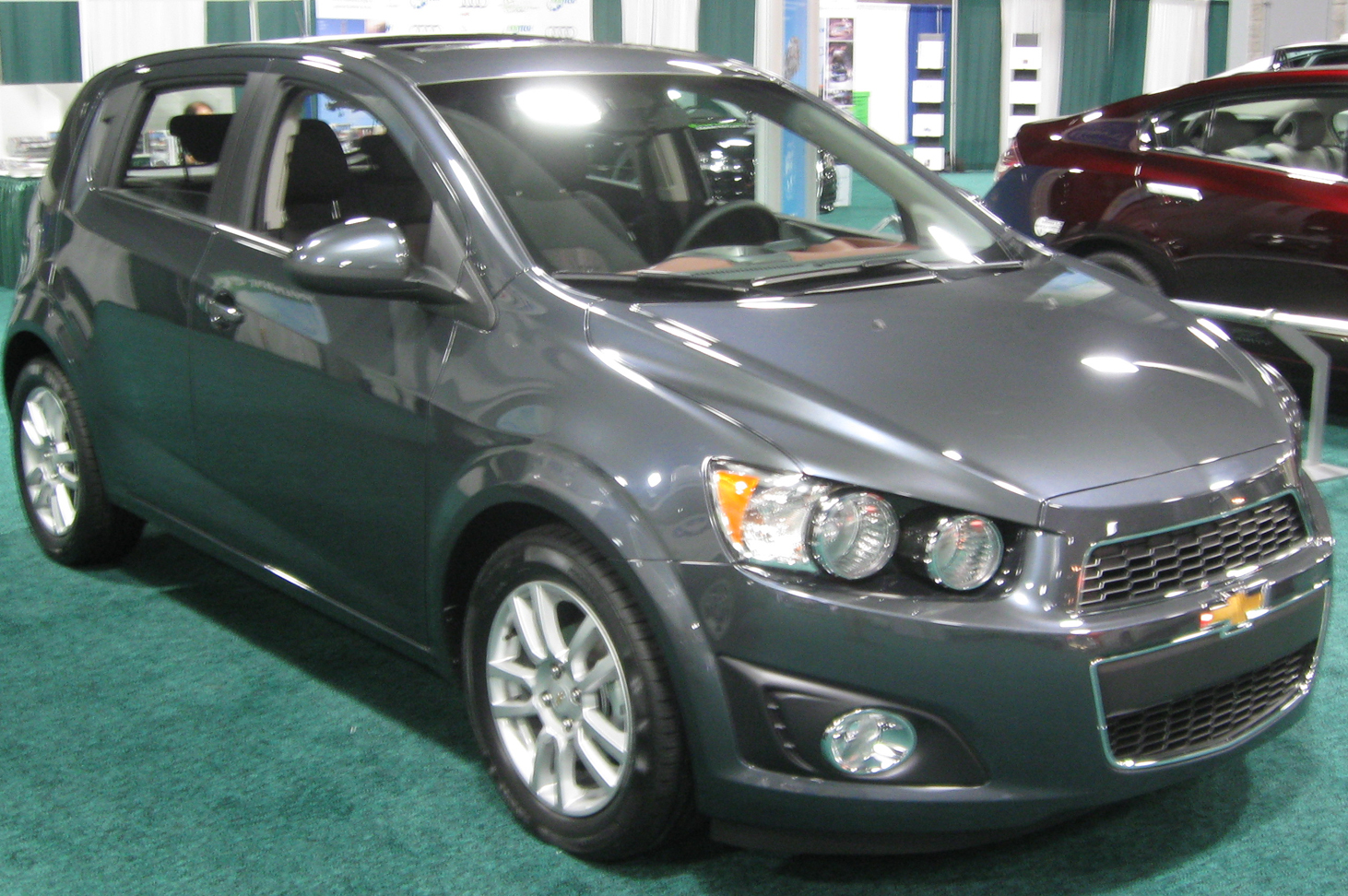
쉐보레 아베오

슈퍼미니 자동차는 유럽에서, 서브컴팩트 자동차는 북아메리카에서, 소형차는 대한민국에서 사용하는 용어인데, 이러한 유형의 자동차는 해치백의 외형을 갖추고 있는 것이 보통이다.(일부 차종은 세단이 포함되기도 함.) 최근의 슈퍼미니 자동차는 해치백은 전장을 보통 3.9미터(세단은 4.2미터) 정도로 하여 판매되고 있다. 슈퍼미니 자동차는 1957년에 피아트 500, 1959년에 오스틴 미니가 처음으로 판매된 이후로 유럽에서 크게 각광을 받고 있는 자동차의 유형으로 5인승이지만, 성인 전체로는 4명까지만 탑승이 가능하다. 대표적인 소형차로는 다음과 같다.
- 현대 엑센트(Hyundai Accent)
- 기아 프라이드(Kia Pride)
- 쉐보레 아베오(Chevrolet Aveo)
- 푸조 208(Peugeot 208)
- 아우디 A1(Audi A1)

### 컴팩트 자동차

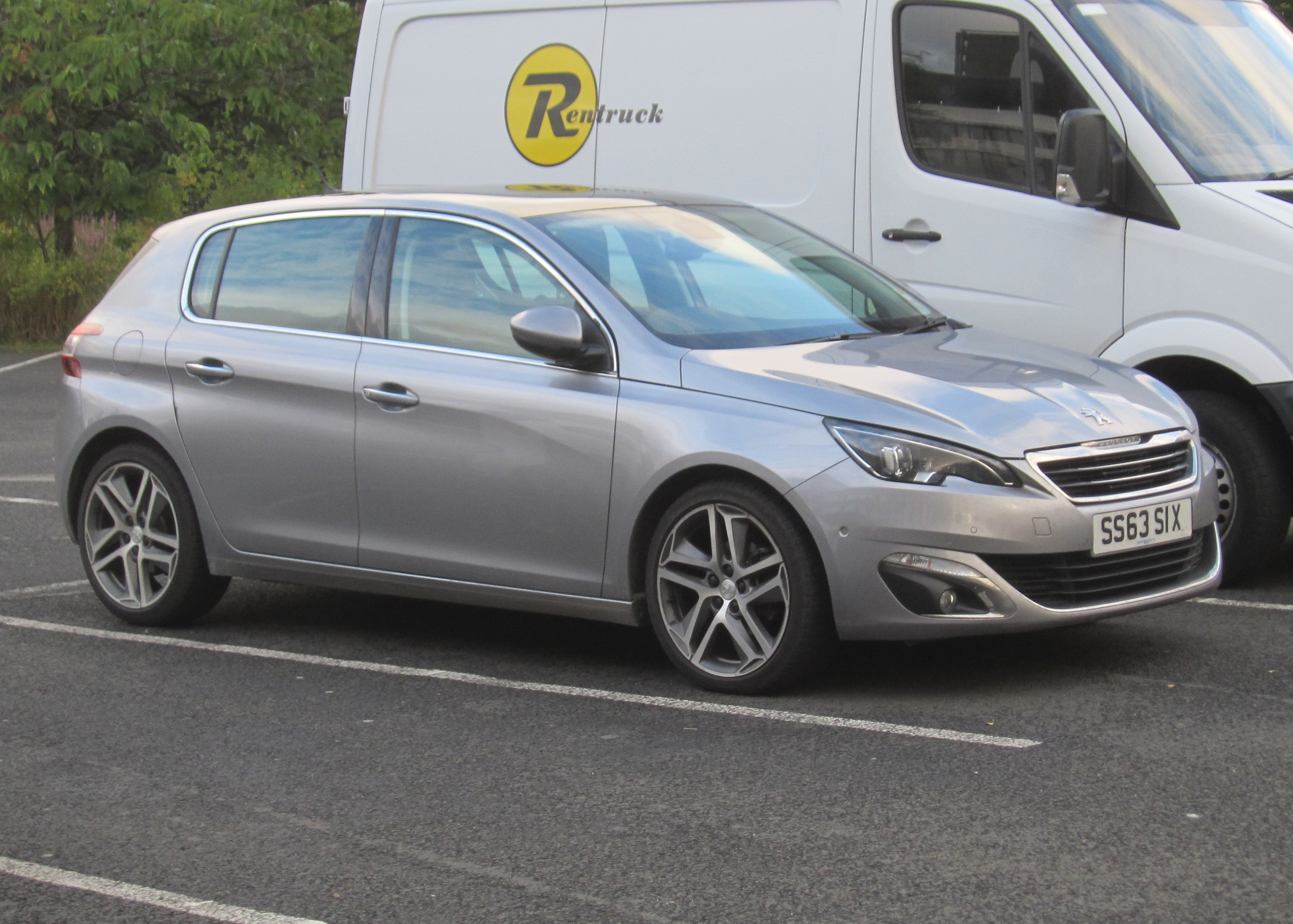
푸조 308

컴팩트 자동차는 준중형급 해치백을 말한다. 전장은 보통 4.25미터이고 엔진은 1.5리터~2.0리터이다. 대표적인 컴팩트 자동차로는 다음과 같다.
- 현대 i30(Hyundai i30)
- 폭스바겐 골프(Volkswagen Golf)
- 푸조 308(Peugeot 308)

## 세단
세단은 고정된 지붕과 4개의 문을 갖춘 기본적인 자동차를 말한다.

### 가정용 자동차
가정용 자동차는 성인 전체가 5명인 경우에도 탑승이 가능한 자동차를 말한다. 소형 가정용 자동차의 대표적인 모델은 다음과 같다. 대한민국에서 사용하는 용어인 준중형차와 EuroNCAP의 소형 가정용 자동차가 이 유형에 속한다.
- 현대 아반떼(Hyundai Avante)
- 기아 K3(Kia K3)
- 폭스바겐 제타(Volkswagen Jetta)

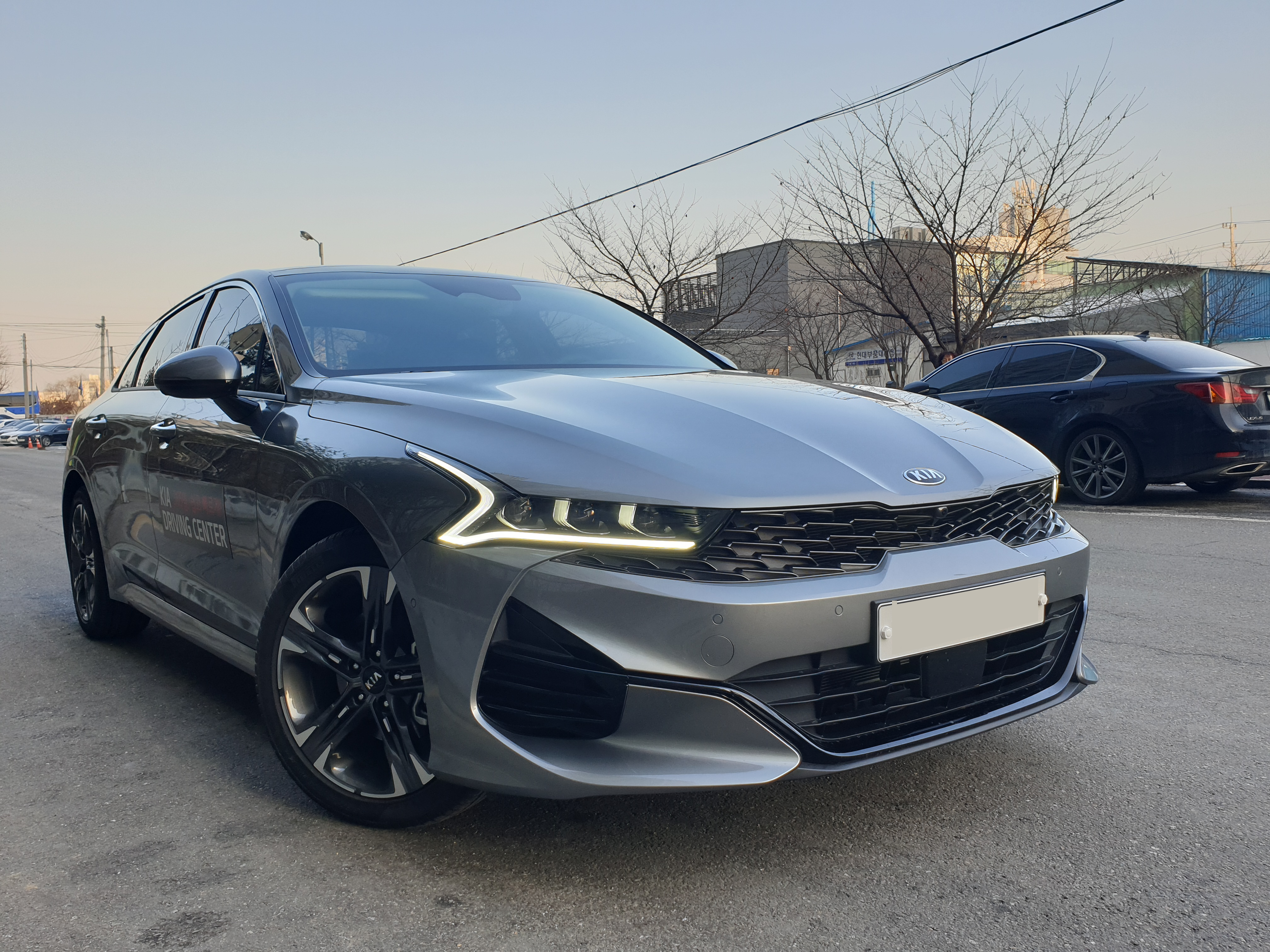
기아 K5

중형 가정용 자동차의 모델은 다음과 같다. 대한민국과 북아메리카에서 사용하는 용어인 중형차가 이 유형에 속한다.
- 현대 쏘나타(Hyundai Sonata)
- 기아 K5(Kia K5)
- 쉐보레 말리부(Chevrolet Malibu)
- 르노코리아 SM6(Renault Korea SM6)
- 메르세데스-벤츠 C 클래스(Mercedes-Benz C-Class)
- 폭스바겐 파사트(Volkswagen Passat)

대형 가정용 자동차의 모델은 다음과 같다. 대한민국에서 사용하는 용어인 준대형차가 이 유형에 속한다.
- 현대 그랜저(Hyundai Grandeur)
- 기아 K7(Kia K7)

### 익스큐티브 자동차/대형차/고급차
익스큐티브 자동차는 넓은 실내 공간과 강한 엔진 출력을 갖추고 고급스럽게 제작되는 고가의 자동차를 말한다. 대한민국에서는 익스큐티브 자동차를 대형차 또는 고급차로 부르지만, 북아메리카에서는 익스큐티브 자동차를 대형차와 고급차로 구별한다.
익스큐티브 자동차/대형차의 예는 다음과 같다.
- 제네시스 G80(Genesis G80)
- 기아 K9(Kia K9)
- 메르세데스-벤츠 E 클래스(Mercedes-Benz E-Class)
- BMW 5 시리즈(BMW 5 Series)

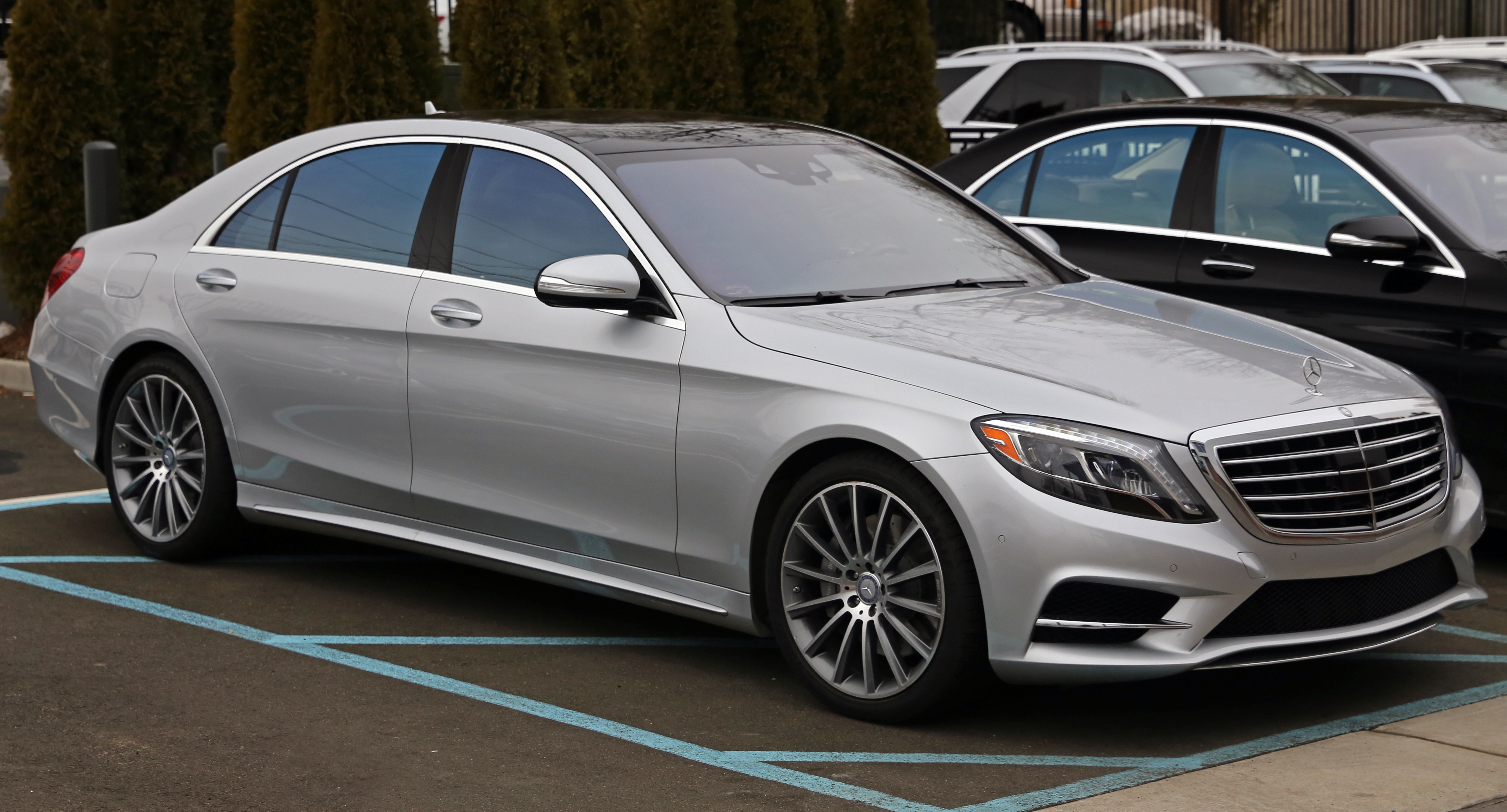
메르세데스-벤츠 S 클래스

아래는 대형차/고급차의 예로 EuroNCAP의 익스큐티브 자동차가 이 유형이다.
- 제네시스 G90(Genesis G90)
- 메르세데스-벤츠 S 클래스(Mercedes-Benz S-Class)
- BMW 7 시리즈(BMW 7 Series)

## 스포츠형 자동차

### 핫해치

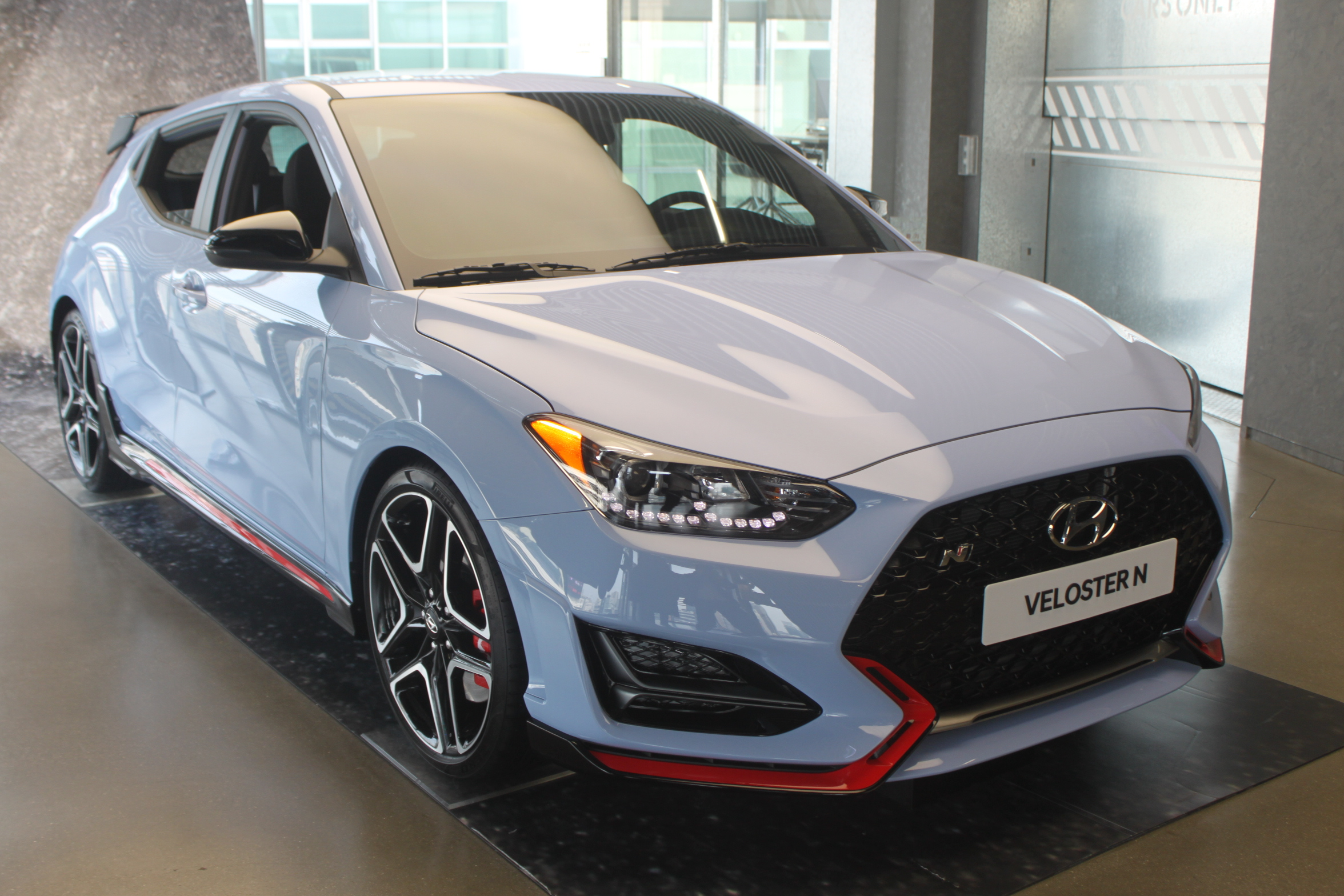
현대 벨로스터 N

핫해치는 슈퍼미니 자동차나 소형 가정용 자동차를 기본틀로 하여 고성능을 낼 수 있는 해치백 자동차를 가리킨다. 핫해치는 해치백 자동차 시장에서 많은 부분을 차지하고 있다.
핫해치의 대표적인 모델들은 다음과 같다.
- 포드 포커스 RS(Ford Focus RS)
- 포드 에스코트 RS 코스워스(Ford Escort RS Cosworth)
- 푸조 205 GTI(Peugeot 205 GTI)
- 현대 벨로스터(Hyundai Veloster)
- 르노 5 터보(Renault 5 Turbo)
- 르노 클리오 182(Renault Clio 182)
- SEAT 레온 쿠프라 R(스페인어: SEAT León Cupra R)
- 복스홀 아스트라 VXR(Vauxhall Astra VXR)
- 폴크스바겐 골프 GTI(VW Golf GTI)

### 스포츠 세단
외형은 세단 자동차이지만, 고성능을 내는 자동차를 스포츠 세단이라 부른다. 스포츠 세단은 원래 투어링 자동차 경주를 위해 생산된 자동차를 의미한다.
대표적인 스포츠 세단 모델들을 다음에 들었다.
- BMW M3
- BMW M5
- 로터스 코티나(Lotus Cortina)
- 로터스 칼튼(Lotus Carlton)
- 미쓰비시 랜서 에볼루션(Mitsubishi Lancer Evolution)
- 닛산 스카이라인 GT-R(Nissan Skyline GT-R)
- 스바루 임프레자(Subaru Impreza)
- 크라이슬러 300C SRT-8(Chrysler 300C SRT-8)

### 스포츠카

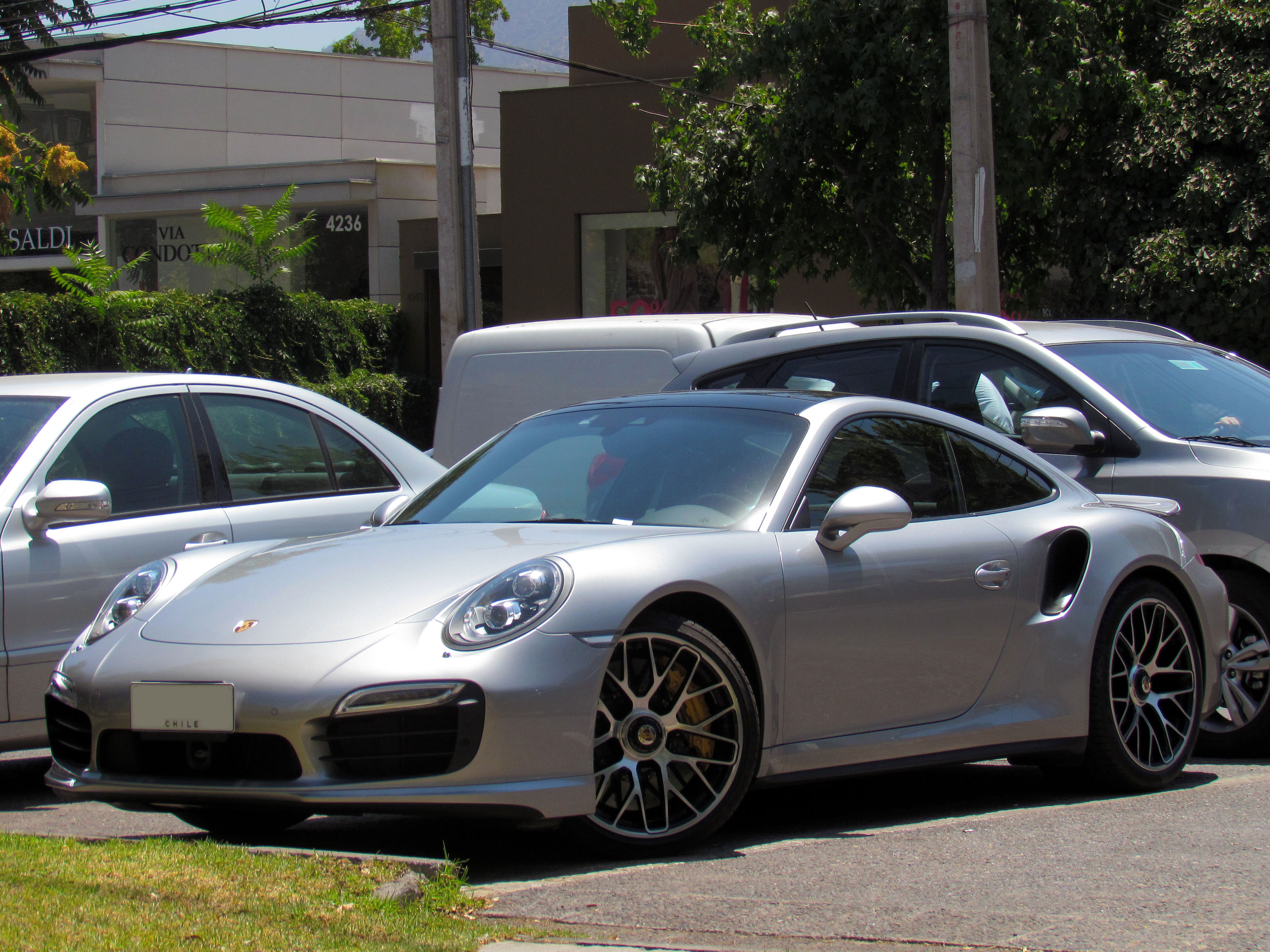
포르쉐 911

스포츠카는 고성능이면서도 운전 조작성이 좋은 작고 가벼운 자동차를 가리킨다. 보통 경주용 자동차의 모델들을 따오는 경우가 많다.
다음은 대표적인 스포츠카 모델들이다.
- AC 코브라(AC Cobra)
- 기아 엘란
- 오스틴-힐리 3000(Austin-Healey 3000)
- 캐이터햄 슈퍼 세븐(Caterham Super Seven)
- 쉐보레 콜벳(Chevrolet Corvette)
- 닷지 바이퍼(Dodge Viper)
- 혼다 S2000
- 재규어 E-타입(Jaguar E-type)
- 로터스 엘리제(Lotus Elise)
- 마쓰다 미아타
- MG MGB
- 포르쉐 911(Porsche 911)
- 토요타 MR2
- 현대 투스카니
- 현대 제네시스 쿠페

### GT카
GT카(Grand Tourer)는 스포츠카보다는 더 크고, 더 강력한 엔진을 가진 자동차이다. GT카는 대부분 후륜구동 굴림방식이고 좌석도 4개가 보통이다. 따라서 스포츠카보다는 비싸고, 슈퍼카보다는 싸다. 최신 기술을 많이 적용하는 수공업 방식의 자동차 제작사들이 GT카를 생산한다.
GT카의 예로는 다음과 같다.
- 애스턴 마틴 DB9(Aston Martin DB9)
- 페라리 612 스칼리에티(Ferrari 612 Scaglietti)
- 재규어 XK8(Jaguar XK8)
- BMW 6 시리즈
- 포드 GT40

### 슈퍼카

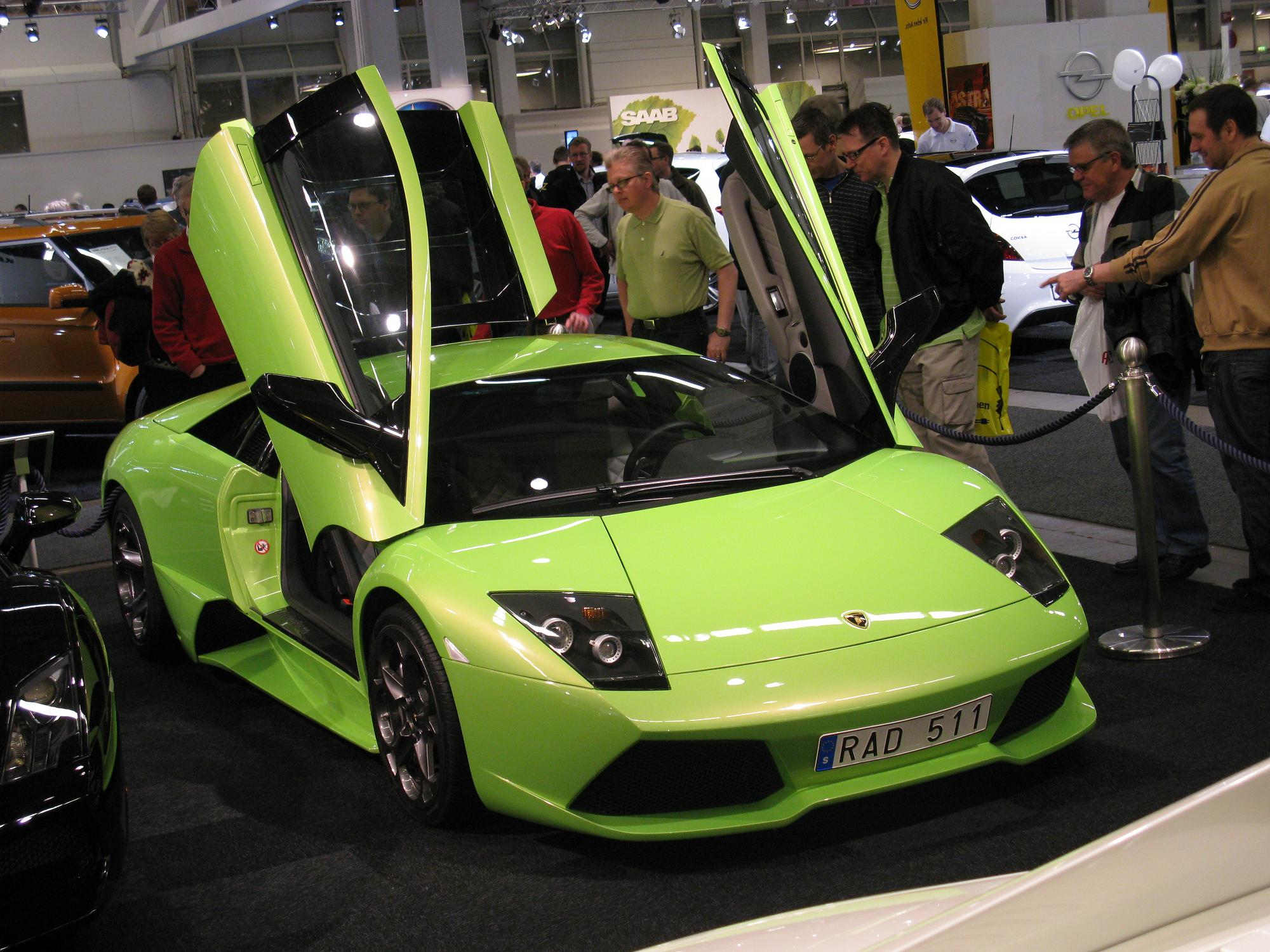
람보르기니 무르시엘라고

슈퍼카는 대단히 고가이고, 고급스러우며, 특히 속도면에서 강력한 성능을 내는 자동차를 말한다. 슈퍼카는 최신의 자동차 기술을 적용해 제작되고 대부분 수제로 제작된다. 대개 일반스포츠카보다 출력이 높고 강한 성능을 가진차를 이렇게 부르는데 보통 미드십(MR)방식의 엔진을 장착한다.
슈퍼카의 대표적인 모델은 다음과 같다.
- 애스턴 마틴 뱅퀴시(Aston Martin Vanquish)

- 포드 GT
- 람보르기니 무르시엘라고(Lamborghini Murciélago)
- 맥라렌 F1(McLaren F1)
- 포르쉐 959(Porsche 959)

### 머슬카
머슬카는 아주 미국적인 형태의 스포츠카로 1960년대부터 미국에서 큰 인기를 끌었으나 높은 자동차 보험료와 1973년 석유 파동으로 인해 사라졌다. 머슬카보다는 좀 더 작아진 형태의 포니카는 포드 머스탱의 형태로 현재까지 제작되고 있다. 가속력을 중시 여겼기 때문에 큰 배기량의 엔진이 탑재되어 있다.
- 닷지 차저(Dodge Charger)
- 머큐리 쿠거(Mercury Cougar)
- 쉐보레 카마로(Chevrolet Camaro)
- 쉐보레 셰빌(Chevrolet Chevelle)
- 포드 머스탱(Ford Mustang)
- 플리머스 바라쿠다(Plymouth Barracuda)
- 플리머스 로드 런너(Plymouth Road Runner)
- 플리머스 슈퍼버드(Plymouth Superbird)
- 폰티액 GTO(Pontiac GTO)
- 홀덴 모나로(Holden Monaro)

## 컨버터블
컨버터블(Convertible)/유럽의 경우카브리올레(Cabriolet)는 오픈 살롱 또는 로드스터라고도 불린다. 또한 영국에서는 드롭헤드 (drophead)라 불리기도 한다.컨버터블은 열고 닫을 수 있는 지붕을 가진 자동차이다. 컨버터블은 에어콘이 발달하기 전에 뜨거운 지역에서 큰 인기를 끌었던 모델 유형이지만, 최근에까지도 그 인기를 이어가고 있다. 모순되게도 상대적으로 비가 자주 오는 영국 같은 나라에서도 인기가 많다. 좌석이 2개인 작은 스포츠 자동차에 컨버터블이 많지만, 사브 9-3이나 BMW 3-시리즈와 같은 큰 자동차에서도 컨버터블인 경우도 많다.
아래는 컨버터블 또는 로드스터 자동차 모델들이다.
- 기아 엘란
- 피아트 바르케타(Fiat Barchetta)
- 포드 카(Ford Ka)
- 메르세데스-벤츠 SLK 클래스(Mercedes SLK)
- MGF
- 토요타 MR2(Toyota MR2)
- 폰티액 선파이어(Pontiac Sunfire)
- 사브 9-3
- BMW 4 시리즈

## 4륜구동 자동차/CUV
4륜구동 자동차는 유럽에서 오프로더(Off-roader)라고도 하며, 대표적으로 스포츠 유틸리티 자동차가 있다. 군용으로 사용되는 지프 역시 대부분 4륜구동이 많이 사용된다.

### 스포츠 유틸리티 자동차

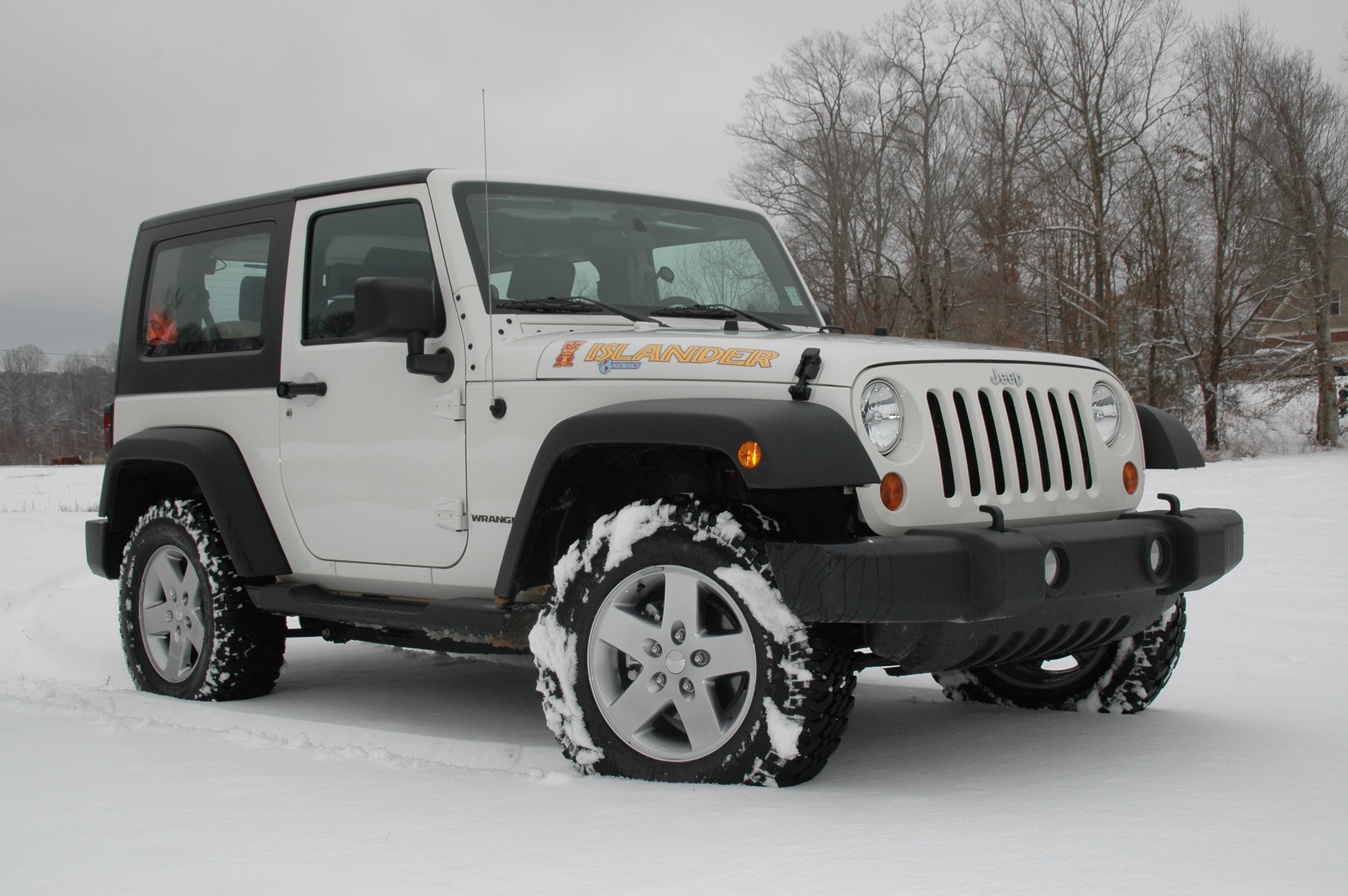
지프 랭글러

스포츠 유틸리티 자동차(Sport Utility Vehicle, SUV)는 예전에는 4륜구동 방식이 적용되어 울퉁불퉁한 도로를 다닐 수 있는 특성상, 프레임 바디로 만들어지는 경우가 많았다. 하지만 요즘에는 모노코크 바디가 적용되는 경우도 많아지고 있다. 4륜구동 방식으로 인해 스포츠 유틸리티 자동차는 다른 승용차와는 달리, 산악 지형과 비포장도로, 눈길과 같은 미끄러운 도로에서도 운전이 수월하다. 스포츠 유틸리티 자동차는 충돌 부조화(crash incompatibility)와 관련된 몇 가지 심각한 문제들을 가지고 있다. 충돌 부조화 문제는 자동차의 전고가 높아 발생하는 운전 조작 문제와 함께, 비숙련 운전자의 경우, 스포츠 유틸리티 자동차의 안전성이 다른 승용차보다 낮도록 만드는 요인이 되고 있다. 스포츠 유틸리티 자동차의 예는 다음과 같다. EuroNCAP의 대형 오프로더가 이 유형에 속한다.
- 현대 코나(Hyundai Kona)
- 현대 투싼(Hyundai Tucson)
- 현대 싼타페(Hyundai Santa Fe)
- 현대 팰리세이드(Hyundai Palisade)
- 기아 스포티지(Kia Sportage)
- 기아 쏘렌토(Kia Sorento)
- 기아 모하비(Kia Mohave)
- 쉐보레 이쿼녹스(Chevrolet Equinox)
- 르노삼성 QM6(Renault Samsung QM6)
- 쌍용 티볼리(Ssangyong Tivoli)
- 쌍용 코란도(Ssangyong Korando)
- 쌍용 렉스턴(Ssangyong Rexton)
- 지프 레니게이드(Jeep Renegade)
- 지프 컴패스(Jeep Compass)
- 지프 체로키(Jeep Cherokee)
- 지프 랭글러(Jeep Wrangler)
- 아우디 Q3(Audi Q3)
- 아우디 Q7(Audi Q7)
- 폭스바겐 티구안(Volkswagen Tiguan)

다음은 대표적인 CUV의 예이다. EuroNCAP에서 사용하는 소형 오프로더가 이 유형에 속한다.
- 기아 쏘울(Kia Soul)
- 푸조 2008(Peugeot 2008)

## 미니밴/MPV
미니밴은 보닛이 짧게 디자인되어 있으면서 실용성을 극대화하여 설계되어 있다. 유럽에서는 미니밴을 다목적 자동차(Multi-purpose vehicle, MPV)라고 부른다. 이러한 분류는 일반 승용차와 함께 자동차의 외형적인 분류를 잡는 데에 기준점이 되고 있다.
대표적인 소형 다목적 자동차의 예는 다음과 같다.
- 피아트 아이디어(Fiat Idea)
- 오펠 메리바(Opel Meriva)
- 푸조 1007
- 르노 모두스(Renault Modus)

다음은 EuroNCAP 기준인 MPV의 예이다.
- 기아 카렌스(Kia Carens)
- 쉐보레 올란도(Chevrolet Orlando)

다음은 미니밴의 대표적인 예이다.
- 기아 카니발(Kia Carnival)

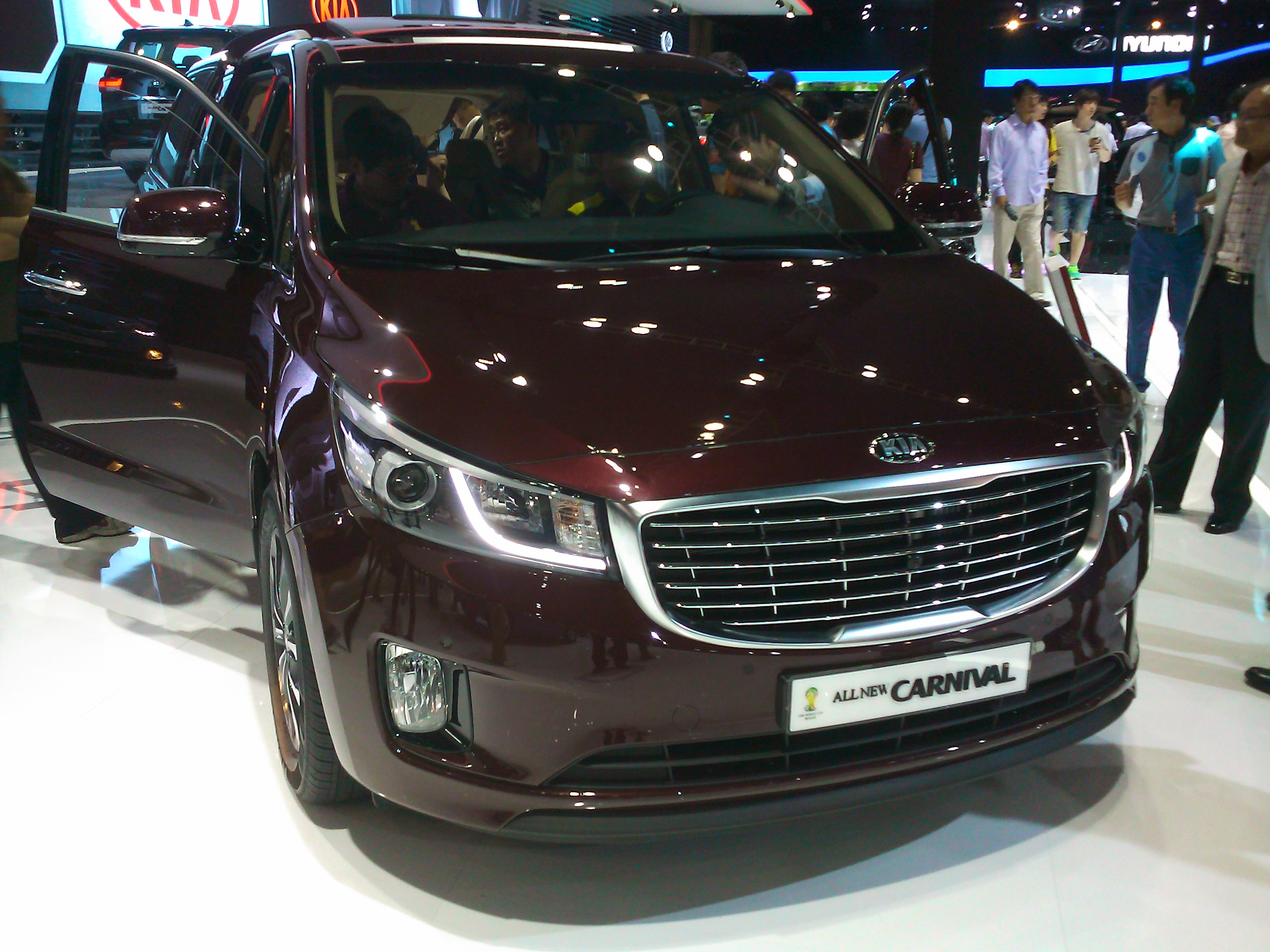
기아 카니발

- 토요타 에스티마(Toyota Estima)

## 대한민국에서의 분류
대한민국에서는 대한민국 자동차관리법 제2조에 따라 승용자동차, 승합자동차, 화물자동차, 특수자동차, 이륜자동차로 구별한다. 이 중에서 승용자동차를 '10인이하를 운송하기에 적합하게 제작된 자동차'로 규정하고, 승용자동차에 부과되는 세금을 엔진 배기량에 근거를 두어 다음과 같이 세분화한다.
승용자동차의 분류 기준(개정 2012. 08. 10)
| 차종   | 분류 기준                                                                                |
| ------ | ---------------------------------------------------------------------------------------- |
| 경차   | 배기량 1,000cc미만으로서 길이 3.6미터·너비 1.6미터·높이 2.0미터 이하인 것                |
| 소형차 | 배기량이 1,600cc미만인 것으로서 길이 4.7미터, 너비 1.7미터, 높이 2.0미터 이하인 것       |
| 중형차 | 배기량이 1,600cc이상 2,000cc미만이거나 길이·너비·높이중 어느 하나라도 소형을 초과하는 것 |
| 대형차 | 배기량이 2,000cc이상이거나, 길이·너비·높이 모두가 소형을 초과하는 것                     |

자동차관리법에서는 명시되지 않았으나, 엔진 배기량이 1,300cc-1,600cc 사이의 승용자동차를 준중형차라고도 부른다.

## 같이 보기
- 상용차
- 삼륜자동차
- 차격